# Erica verecunda
Erica verecunda är en ljungväxtart som beskrevs av Richard Anthony Salisbury. Erica verecunda ingår i släktet klockljungssläktet, och familjen ljungväxter. Inga underarter finns listade i Catalogue of Life.

## Bildgalleri

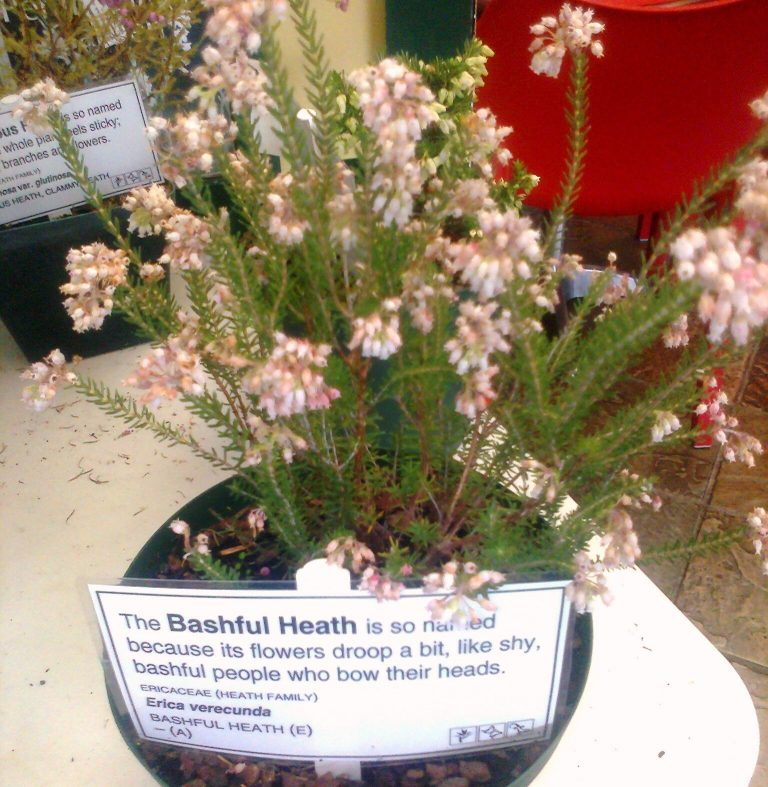